# ドイツグランプリ (ロードレース)
ドイツグランプリ（ドイツGP、German Grand Prix ）は、ドイツで開催されるオートバイレースのイベントである。1925年に第一回が開催され、1952年からはロードレース世界選手権の一戦に組み込まれている。一時期は西ドイツグランプリ（West German Grand Prix ）と呼ばれていた。
かつてドイツ民主共和国で開催されていた東ドイツグランプリ（East German Grand Prix ）、および1986年に1度だけ開催されたバーデン＝ヴュルテンベルクグランプリ（Baden-Württemberg Grand Prix ）についてもここで述べる。

## 歴史
1925年にスタートしたドイツGPは、最初の2大会はベルリン近郊のアヴスで行われたが、1927年からは完成したばかりのニュルブルクリンクの全長28mkのフルコースに開催地が移った。そして1933年に再びアヴスで開催された後、1934年からザクセン州ホーエンシュタイン＝エルンストタール近郊の公道を利用したコースで開催されるようになった。このコースは1937年からはザクセンリンクと呼ばれるようになる。
第二次世界大戦を挟んだ1949年、東西ふたつのドイツが誕生した同じ年にFIMはロードレース世界選手権をスタートさせたが、この時はまだドイツ人ライダーやドイツ製マシンの参戦が許されておらず、ドイツ国内のサーキットでのレース開催もなかった。
1950年代の初め、まだ自動車が身近な存在ではなかったドイツ連邦共和国（西ドイツ）では、NSUやDKWといったオートバイメーカーが力を付けてきており、ドイツGPの世界選手権への参加が決定する。しかし、戦前にドイツGPを開催していたザクセンリンクがドイツ民主共和国（東ドイツ）領内となったため、グランプリを再開するには新たな開催地を探さなければならなかった。ニュルブルクリンクは破損していた上に、グランプリを開催するにはコースが長過ぎると思われた。
結局1951年にノンタイトルイベントとして再開され、そして1952年には世界選手権の一戦としてドイツGPが開催されたのは、シュトゥットガルトの近くのソリチュード・サーキットであった。ソリチュードはチャレンジングなコースレイアウトであり、大都市に近いことから観客も多く集まったが、コース幅が狭いという欠点があった。1953年はヘッセン州フルダにあるショッテンリンクがドイツGPの舞台として選ばれたが、安全性の問題のためトップライダーたちのボイコットという事態を招き、大排気量クラスはノンタイトルとなってしまった。1955年にはニュルブルクリンクの22.8kmの北コースで開催されたが、やはり期待はずれに終わった。
1957年、元DKWとNSUのファクトリーライダーであり、オートバイによる最高速度記録保持者でもあるヴィルヘルム・ヘルツのプロモートにより、ホッケンハイムリンクでのレースを成功させた。これ以降数年間はホッケンハイムとソリチュードというバーデン＝ヴュルテンベルク州南西部のふたつのサーキットで、そして60年代中盤以降はソリチュードに代わってニュルブルクリンクとホッケンハイムのふたつのサーキットで交互にドイツGPが開催されるようになった。奇数年がホッケンハイムでの開催であった。
ニュルブルクリンクでのGPは、世界中から参加者が集まるアイフェル・レンネン（アイフェル・レース）というイベントに組み込まれていた。一周の距離が7.7kmと短い南コース（現在の南コースとは異なる）でも2回開催されたがコースの整備不良によって使われなくなり、1970年から1980年まで北コースが使用された。
ちょうど同じ頃、かつてドイツGPが開催されていたザクセンリンクではGDR（ドイツ民主共和国）グランプリが開催されており、このイベントが1961年から世界選手権の一戦に組み込まれることになった。このグランプリは、東ドイツグランプリ（East German Grand Prix 、MotoGP公式サイトでの略称はEGER ）と呼ばれていた。また、東ドイツGPが開催されていた期間、ドイツGPは便宜上西ドイツグランプリ（West German Grand Prix、略称はWGER ）と称していたが、公式の大会名は当時から現在に至るまで一貫してドイツグランプリ（German Grand Prix ）である。ただし日本では、東ドイツGPがカレンダーから外れた1973年から東西ドイツ統一がなされた1990年までの間もドイツGPを西ドイツGPとするメディアが多かった。
1950年代後半になると、ドイツでは自動車が人々の手の届く乗り物となるにつれてオートバイの需要が急激に落ち込んだ影響で、サイドカーレースに参戦しており当時すでに4輪車の生産を始めていたBMW以外のドイツの2輪メーカーはほとんどがグランプリから撤退せざるを得なかった。東ドイツのメーカーであるMZは2ストロークエンジンにおいて先進的な技術を持っていたが、西側への亡命による人材の流出などの問題により1960年代後半には衰退した。
1971年の東ドイツGPでは西ドイツ出身のディーター・ブラウンが優勝し、表彰台で西ドイツ国歌の『ドイツの歌』（Deutschlandlied ）が流れた。もともとは国際社会に認められることを目的として世界選手権の一戦に組み込まれた東ドイツGPであったが、これ以上デモンストレーションされることを恐れた東ドイツの政治家たちが1973年から西側諸国のライダーのエントリーを制限した結果、世界選手権の権利を失った。世界GPのカレンダーからは外された東ドイツGPであったが、イベント自体は東側諸国のライダーを参加させてこの後も続けられた。
1974年、ニュルブルクリンク北コースで開催されたイベントは、コースサイドに充分な量のストローバリアが設置されていないとして、多くのグランプリライダーにボイコットされる事態となった。これは、この頃のアイフェル・レンネンは伝統的に同じ週末に2輪と4輪のレースを行っていたのだが、それぞれが求めるコースの安全性の方向が異なるにもかかわらず、同じ仕様のコースでレースをしようとしたことが原因であった。4輪のドライバーがアームコ・バリア（衝撃を吸収する2重構造のガードレール）とキャッチ・フェンス（金網）の設置を要求したのに対し、体がむき出しの2輪ライダーは硬い障害物の前に柔らかいストローバリアを設置することを要求したのである。結局この年のドイツGPは、ジャコモ・アゴスチーニをはじめとするGPライダーたちがボイコットした結果、地元のアマチュアライダーが全クラスを制するという珍事となった。この後、毎年春に開催されるアイフェル・レンネンは4輪専用のイベントとなり、2輪のグランプリはこのイベントから離れて8月に開催されるようになった。また1980年のドイツGPがニュルブルクリンクの北コースで開催された最後のグランプリとなり、1984年の大会からは新設されたクローズドサーキットである新南コース（GPサーキット）での開催となった。
1986年の秋にホッケンハイムで行われた80ccクラスと125ccクラスのレースは世界選手権の一戦としてカウントされることになったが、この年は既にニュルブルクリンクでドイツGPが開催されていたため、1カ国1グランプリの原則に基づき、ホッケンハイムの所在地の名を採ってバーデン＝ヴュルテンベルクグランプリとされた。
ドイツにおける2輪レースの人気が低下してきた影響でドイツGPの開催権がいくつかのプロモーターの間を転々とし、開催地がホッケンハイム、ニュルブルクリンクと移り代わった後、1998年からは新設されてより短いテクニカルコースに生まれ変わったザクセンリンクで開催されている。

## 歴代優勝者
- ピンク色の部分は世界選手権の対象外

### ドイツグランプリ（西ドイツGP）の優勝者
| 年   | サーキット                      | 50cc             | 125cc            | 250cc              | 350cc              | 500cc              | 結果 |
| ---- | ------------------------------- | ---------------- | ---------------- | ------------------ | ------------------ | ------------------ | ---- |
| 1951 | ソリチュード                    |                  | H.P.ミューラー   | E.ロレンツェッティ | G.デューク         | G.デューク         | 詳細 |
| 1952 | ソリチュード                    |                  | W.ハース         | R.Felgenheier      | R.アームストロング | R.アームストロング | 詳細 |
| 1953 | ショッテンリンク                |                  | C.ウビアリ       | W.ハース           | C.バンディローラ   | W.ツェラー         | 詳細 |
| 1954 | ソリチュード                    |                  | R.ホラース       | W.ハース           | R.アム             | G.デューク         | 詳細 |
| 1955 | ニュルブルクリンク （北コース） |                  | C.ウビアリ       | H.P.ミューラー     | B.ロマス           | G.デューク         | 詳細 |
| 1956 | ソリチュード                    |                  | R.フェリ         | C.ウビアリ         | B.ロマス           | R.アームストロング | 詳細 |
| 1957 | ホッケンハイム                  |                  | C.ウビアリ       | C.ウビアリ         | L.リベラーティ     | L.リベラーティ     | 詳細 |
| 1958 | ニュルブルクリンク （北コース） |                  | C.ウビアリ       | T.プロヴィーニ     | J.サーティース     | J.サーティース     | 詳細 |
| 1959 | ホッケンハイム                  |                  | C.ウビアリ       | C.ウビアリ         | J.サーティース     | J.サーティース     | 詳細 |
| 1960 | ソリチュード                    |                  |                  | G.ホッキング       |                    | J.サーティース     | 詳細 |
| 1961 | ホッケンハイム                  |                  | E.デグナー       | 高橋国光           | F.スタストニィ     | G.ホッキング       | 詳細 |
| 1962 | ソリチュード                    | E.デグナー       | L.タベリ         | J.レッドマン       |                    |                    | 詳細 |
| 1963 | ホッケンハイム                  | H.アンダーソン   | E.デグナー       | T.プロヴィーニ     | J.レッドマン       |                    | 詳細 |
| 1964 | ソリチュード                    | R.ブライアンズ   | J.レッドマン     | P.リード           | J.レッドマン       | M.ヘイルウッド     | 詳細 |
| 1965 | ニュルブルクリンク （南コース） | R.ブライアンズ   | H.アンダーソン   | P.リード           | G.アゴスチーニ     | M.ヘイルウッド     | 詳細 |
| 1966 | ホッケンハイム                  | H.G.アンシャイト | L.タベリ         | M.ヘイルウッド     | M.ヘイルウッド     | J.レッドマン       | 詳細 |
| 1967 | ホッケンハイム                  | H.G.アンシャイト | 片山義美         | R.ブライアンズ     | M.ヘイルウッド     | G.アゴスチーニ     | 詳細 |
| 1968 | ニュルブルクリンク （南コース） | H.G.アンシャイト | P.リード         | B.アイビー         | G.アゴスチーニ     | G.アゴスチーニ     | 詳細 |
| 1969 | ホッケンハイム                  | A.Toersen        | D.シモンズ       | K.アンダーソン     | G.アゴスチーニ     | G.アゴスチーニ     | 詳細 |
| 1970 | ニュルブルクリンク （北コース） | A.ニエト         | J.ドッズ         | K.キャラザース     | G.アゴスチーニ     | G.アゴスチーニ     | 詳細 |
| 1971 | ホッケンハイム                  | J.v.フリース     | D.シモンズ       | P.リード           | G.アゴスチーニ     | G.アゴスチーニ     | 詳細 |
| 1972 | ニュルブルクリンク （北コース） | J.v.フリース     | G.パロッティ     | 金谷秀夫           | J.サーリネン       | G.アゴスチーニ     | 詳細 |
| 1973 | ホッケンハイム                  | T.ティメル       | K.アンダーソン   | J.サーリネン       | T.ランシボリ       | P.リード           | 詳細 |
| 1974 | ニュルブルクリンク （北コース） | I.エメリッヒ     | F.ライトマイヤー | H.カスナー         | H.カスナー         | E.Czihak           | 詳細 |
| 1975 | ホッケンハイム                  | A.ニエト         | P.ピレリ         | W.ヴィラ           | J.チェコット       | G.アゴスチーニ     | 詳細 |
| 1976 | ニュルブルクリンク （北コース） | A.ニエト         | A.マンク         | W.ヴィラ           | W.ヴィラ           | G.アゴスチーニ     | 詳細 |
| 1977 | ホッケンハイム                  | H.リットベルガー | P.P.ビアンキ     | C.サロン           | 片山敬済           | B.シーン           | 詳細 |
| 1978 | ニュルブルクリンク （北コース） | R.トルモ         | A.ニエト         | K.バリントン       | 片山敬済           | V.フェラーリ       | 詳細 |
| 1979 | ホッケンハイム                  | G.ワイベル       | A.ニエト         | K.バリントン       | J.エクロード       | W.ハートッグ       | 詳細 |
| 1980 | ニュルブルクリンク （北コース） | S.ドルフリンガー | G.ベルタン       | K.バリントン       | J.エクロード       | M.ルッキネリ       | 詳細 |
| 1981 | ホッケンハイム                  | S.ドルフリンガー | A.ニエト         | A.マンク           | A.マンク           | K.ロバーツ         | 詳細 |
| 1982 | ホッケンハイム                  | E.ラッツァリーニ |                  | A.マンク           | M.ヘルヴェ         | R.マモラ           | 詳細 |
| 1983 | ホッケンハイム                  | S.ドルフリンガー | A.ニエト         | C.ラバード         |                    | K.ロバーツ         | 詳細 |
| 年   | サーキット                      | 80cc             | 125cc            | 250cc              | 350cc              | 500cc              | 結果 |
| 1984 | ニュルブルクリンク              | S.ドルフリンガー | A.ニエト         | C.サロン           |                    | F.スペンサー       | 詳細 |
| 1985 | ホッケンハイム                  | S.ドルフリンガー | A.アウインガー   | M.ウィマー         |                    | C.サロン           | 詳細 |
| 1986 | ニュルブルクリンク              | M.エレロス       | L.カダローラ     | C.ラバード         |                    | E.ローソン         | 詳細 |
| 1987 | ホッケンハイム                  | G.ワイベル       | F.グレシーニ     | A.マンク           |                    | E.ローソン         | 詳細 |
| 1988 | ニュルブルクリンク              | J.マルチネス     | E.ジャノーラ     | L.カダローラ       |                    | K.シュワンツ       | 詳細 |
| 1989 | ホッケンハイム                  | P.エッテル       | A.クリビーレ     | S.ポンス           |                    | W.レイニー         | 詳細 |
| 1990 | ニュルブルクリンク              |                  | D.ロンボニ       | W.ヅェーレンベルク |                    | K.シュワンツ       | 詳細 |

### ドイツグランプリ（東西ドイツ統一後）の優勝者
| 年   | サーキット         | 125cc                  | 250cc                        | 500cc                  | 結果 |
| ---- | ------------------ | ---------------------- | ---------------------------- | ---------------------- | ---- |
| 1991 | ホッケンハイム     | ラルフ・ウォルドマン   | ヘルムート・ブラドル         | ケビン・シュワンツ     | 詳細 |
| 1992 | ホッケンハイム     | ブルーノ・カサノバ     | ピエールフランチェスコ・キリ | ミック・ドゥーハン     | 詳細 |
| 1993 | ホッケンハイム     | ダーク・ラウディス     | ドリアーノ・ロンボニ         | ダリル・ビーティー     | 詳細 |
| 1994 | ホッケンハイム     | ダーク・ラウディス     | ロリス・カピロッシ           | ミック・ドゥーハン     | 詳細 |
| 1995 | ニュルブルクリンク | 青木治親               | マックス・ビアッジ           | ダリル・ビーティー     | 詳細 |
| 1996 | ニュルブルクリンク | 徳留真紀               | R.ウォルドマン               | ルカ・カダローラ       | 詳細 |
| 1997 | ニュルブルクリンク | バレンティーノ・ロッシ | 原田哲也                     | ミック・ドゥーハン     | 詳細 |
| 1998 | ザクセンリンク     | 眞子智実               | 原田哲也                     | ミック・ドゥーハン     | 詳細 |
| 1999 | ザクセンリンク     | マルコ・メランドリ     | バレンティーノ・ロッシ       | ケニー・ロバーツ Jr.   | 詳細 |
| 2000 | ザクセンリンク     | 宇井陽一               | オリビエ・ジャック           | アレックス・バロス     | 詳細 |
| 2001 | ザクセンリンク     | シモーネ・サンナ       | マルコ・メランドリ           | マックス・ビアッジ     | 詳細 |
| 年   | サーキット         | 125cc                  | 250cc                        | MotoGP                 | 結果 |
| 2002 | ザクセンリンク     | アルノー・ヴァンサン   | マルコ・メランドリ           | バレンティーノ・ロッシ | 詳細 |
| 2003 | ザクセンリンク     | ステファノ・ペルジーニ | ロベルト・ロルフォ           | セテ・ジベルナウ       | 詳細 |
| 2004 | ザクセンリンク     | ロベルト・ロカテリ     | ダニ・ペドロサ               | マックス・ビアッジ     | 詳細 |
| 2005 | ザクセンリンク     | ミカ・カリオ           | ダニ・ペドロサ               | バレンティーノ・ロッシ | 詳細 |
| 2006 | ザクセンリンク     | マティア・パシーニ     | 高橋裕紀                     | バレンティーノ・ロッシ | 詳細 |
| 2007 | ザクセンリンク     | ガボール・タルマクシ   | 青山博一                     | ダニ・ペドロサ         | 詳細 |
| 2008 | ザクセンリンク     | マイク・ディ・メッリオ | マルコ・シモンチェリ         | ケーシー・ストーナー   | 詳細 |
| 2009 | ザクセンリンク     | フリアン・シモン       | マルコ・シモンチェリ         | バレンティーノ・ロッシ | 詳細 |
| 年   | サーキット         | 125cc                  | Moto2                        | MotoGP                 | 結果 |
| 2010 | ザクセンリンク     | マルク・マルケス       | トニ・エリアス               | ダニ・ペドロサ         | 詳細 |
| 2011 | ザクセンリンク     | エクトル・ファウベル   | マルク・マルケス             | ダニ・ペドロサ         | 詳細 |
| 年   | サーキット         | Moto3                  | Moto2                        | MotoGP                 | 結果 |
| 2012 | ザクセンリンク     | サンドロ・コルテセ     | マルク・マルケス             | ダニ・ペドロサ         | 詳細 |
| 2013 | ザクセンリンク     | アレックス・リンス     | ジョルディ・トーレス         | マルク・マルケス       | 詳細 |
| 2014 | ザクセンリンク     | ジャック・ミラー       | ドミニク・エガーター         | マルク・マルケス       | 詳細 |
| 2015 | ザクセンリンク     | ダニー・ケント         | ザビエル・シメオン           | マルク・マルケス       | 詳細 |
| 2016 | ザクセンリンク     | ハフィズ・シャーリン   | ヨハン・ザルコ               | マルク・マルケス       | 詳細 |
| 2017 | ザクセンリンク     | ジョアン・ミル         | フランコ・モルビデリ         | マルク・マルケス       | 詳細 |
| 2018 | ザクセンリンク     | ホルヘ・マルティン     | ブラッド・ビンダー           | マルク・マルケス       | 詳細 |

| 年   | サーキット     | MotoE          | Moto3                                              | Moto2                                              | MotoGP                                             | 結果                                               |
| ---- | -------------- | -------------- | -------------------------------------------------- | -------------------------------------------------- | -------------------------------------------------- | -------------------------------------------------- |
| 2019 | ザクセンリンク | ニキ・トゥーリ | ロレンツォ・ダッラ・ポルタ                         | アレックス・マルケス                               | マルク・マルケス                                   | 詳細                                               |
| 2020 | ザクセンリンク | 未開催         | 新型コロナウイルス感染症の世界的流行のため開催中止 | 新型コロナウイルス感染症の世界的流行のため開催中止 | 新型コロナウイルス感染症の世界的流行のため開催中止 | 新型コロナウイルス感染症の世界的流行のため開催中止 |
| 2021 | ザクセンリンク | 未開催         | ペドロ・アコスタ                                   | レミー・ガードナー                                 | マルク・マルケス                                   | 詳細                                               |
| 2022 | ザクセンリンク | 未開催         | イザン・グエバラ                                   | アウグスト・フェルナンデス                         | ファビオ・クアルタラロ                             | 詳細                                               |

| 年   | サーキット     | MotoE                | MotoE            | Moto3            | Moto2                  | MotoGP                     | 結果 |
| 年   | サーキット     | レース1              | レース2          | Moto3            | Moto2                  | MotoGP                     | 結果 |
| ---- | -------------- | -------------------- | ---------------- | ---------------- | ---------------------- | -------------------------- | ---- |
| 2023 | ザクセンリンク | ジョルディ・トーレス | エクトル・ガルソ | デニス・オンジュ | ペドロ・アコスタ       | ホルヘ・マルティン         | 詳細 |
| 2024 | ザクセンリンク | エクトル・ガルソ     | エクトル・ガルソ | ダビド・アロンソ | フェルミン・アルデゲル | フランチェスコ・バニャイア | 詳細 |

### GDRグランプリ（東ドイツGP）の優勝者
| 年   | サーキット     | 50cc               | 125cc          | 250cc          | 350cc          | 500cc          | 結果 |
| ---- | -------------- | ------------------ | -------------- | -------------- | -------------- | -------------- | ---- |
| 1958 | ザクセンリンク |                    | E.デグナー     | H.フューグナー | L.タベリ       | D.デイル       | 詳細 |
| 1959 | ザクセンリンク |                    | W.ムシオル     | G.ホッキング   | J.ヘンプルマン | G.ホッキング   | 詳細 |
| 1960 | ザクセンリンク |                    | E.デグナー     | J.ヘンプルマン | J.レッドマン   | J.ヘンプルマン | 詳細 |
| 1961 | ザクセンリンク |                    | E.デグナー     | M.ヘイルウッド | G.ホッキング   | G.ホッキング   | 詳細 |
| 1962 | ザクセンリンク | ヤン・ヒューベルツ | L.タベリ       | J.レッドマン   | J.レッドマン   | M.ヘイルウッド | 詳細 |
| 1963 | ザクセンリンク |                    | H.アンダーソン | M.ヘイルウッド | M.ヘイルウッド | M.ヘイルウッド | 詳細 |
| 1964 | ザクセンリンク |                    | H.アンダーソン | P.リード       | J.レッドマン   | M.ヘイルウッド | 詳細 |
| 1965 | ザクセンリンク |                    | F.ペリス       | J.レッドマン   | J.レッドマン   | M.ヘイルウッド | 詳細 |
| 1966 | ザクセンリンク |                    | L.タベリ       | M.ヘイルウッド | G.アゴスチーニ | F.スタストニィ | 詳細 |
| 1967 | ザクセンリンク |                    | B.アイビー     | P.リード       | M.ヘイルウッド | G.アゴスチーニ | 詳細 |
| 1968 | ザクセンリンク |                    | P.リード       | B.アイビー     | G.アゴスチーニ | G.アゴスチーニ | 詳細 |
| 1969 | ザクセンリンク | A.ニエト           | D.シモンズ     | R.パッソリーニ | G.アゴスチーニ | G.アゴスチーニ | 詳細 |
| 1970 | ザクセンリンク | A.Toersen          | A.ニエト       | R.グールド     | G.アゴスチーニ | G.アゴスチーニ | 詳細 |
| 1971 | ザクセンリンク | A.ニエト           | A.ニエト       | D.ブラウン     | G.アゴスチーニ | G.アゴスチーニ | 詳細 |
| 1972 | ザクセンリンク | T.ティメル         | B.ヤンソン     | J.サーリネン   | P.リード       | G.アゴスチーニ | 詳細 |

### バーデン＝ヴュルテンベルクGP（1986年9月28日）の優勝者
| 年   | サーキット     | 80cc                 | 125cc                  | 結果 |
| ---- | -------------- | -------------------- | ---------------------- | ---- |
| 1986 | ホッケンハイム | ゲルハルト・ワイベル | ファウスト・グレシーニ | 詳細 |

## ドイツGPが開催されたサーキット

ザクセンリンク
北緯50度47分30秒 東経12度41分20秒 / 北緯50.79167度 東経12.68889度
ホッケンハイムリンク 北緯49度19分40秒 東経8度33分57秒 / 北緯49.32778度 東経8.56583度
ニュルブルクリンク（GPサーキット）
北緯50度20分8秒 東経6度56分51秒 / 北緯50.33556度 東経6.94750度
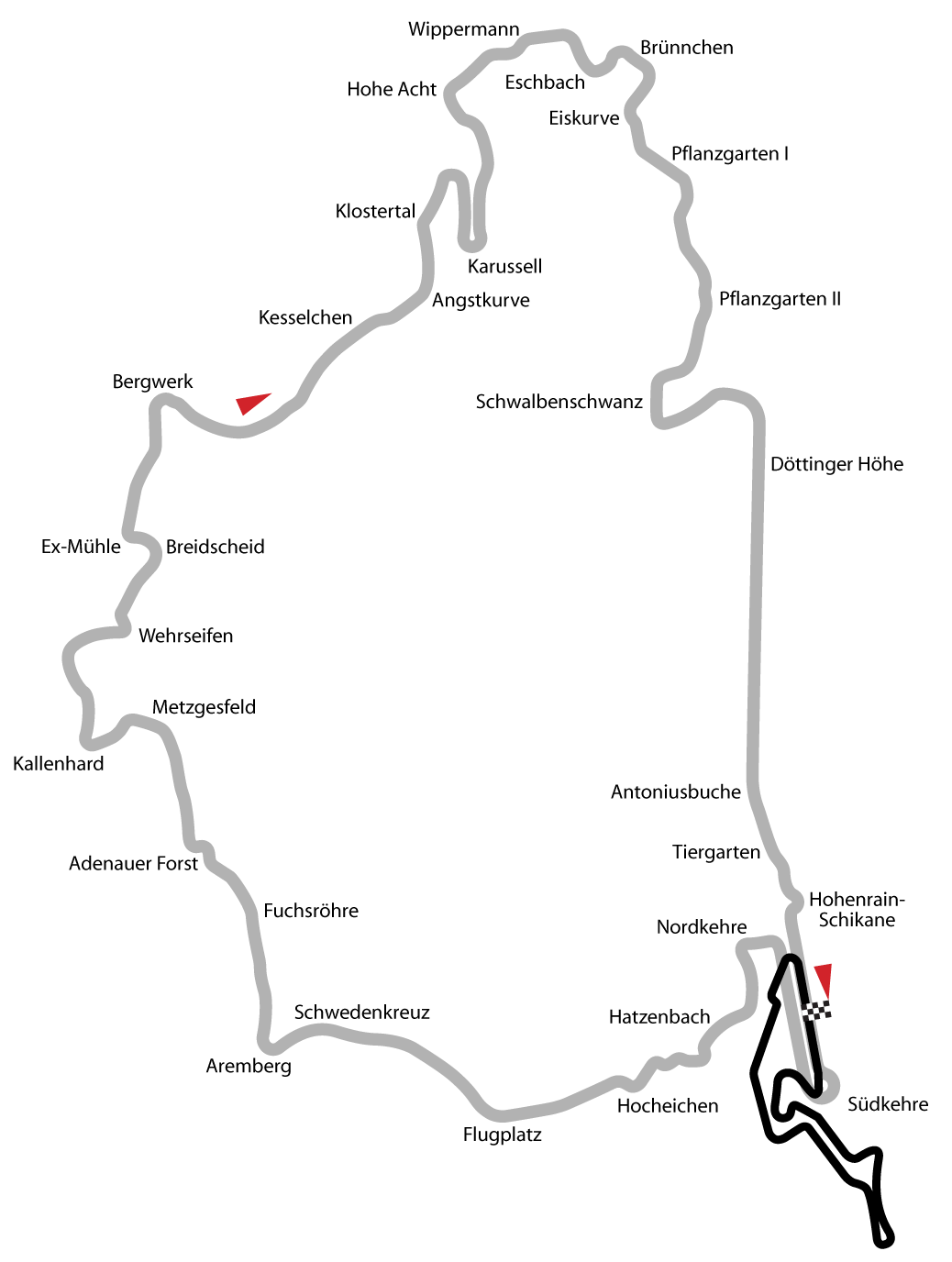
ニュルブルクリンク（北コース） 北緯50度21分11秒 東経6度57分9秒 / 北緯50.35306度 東経6.95250度
アヴス
北緯52度28分50秒 東経13度15分5秒 / 北緯52.48056度 東経13.25139度